# 索博列沃农村居民点
索博列沃农村居民点（俄语：Соболевское сельское поселение）是俄罗斯联邦伊万诺沃州尤里耶韦茨区所属的一个农村居民点。其下辖有52个居民点，行政中心为索博列沃。据2016年统计，该农村居民点的人口为2075人。